# ارابه خورشید تروندهولم

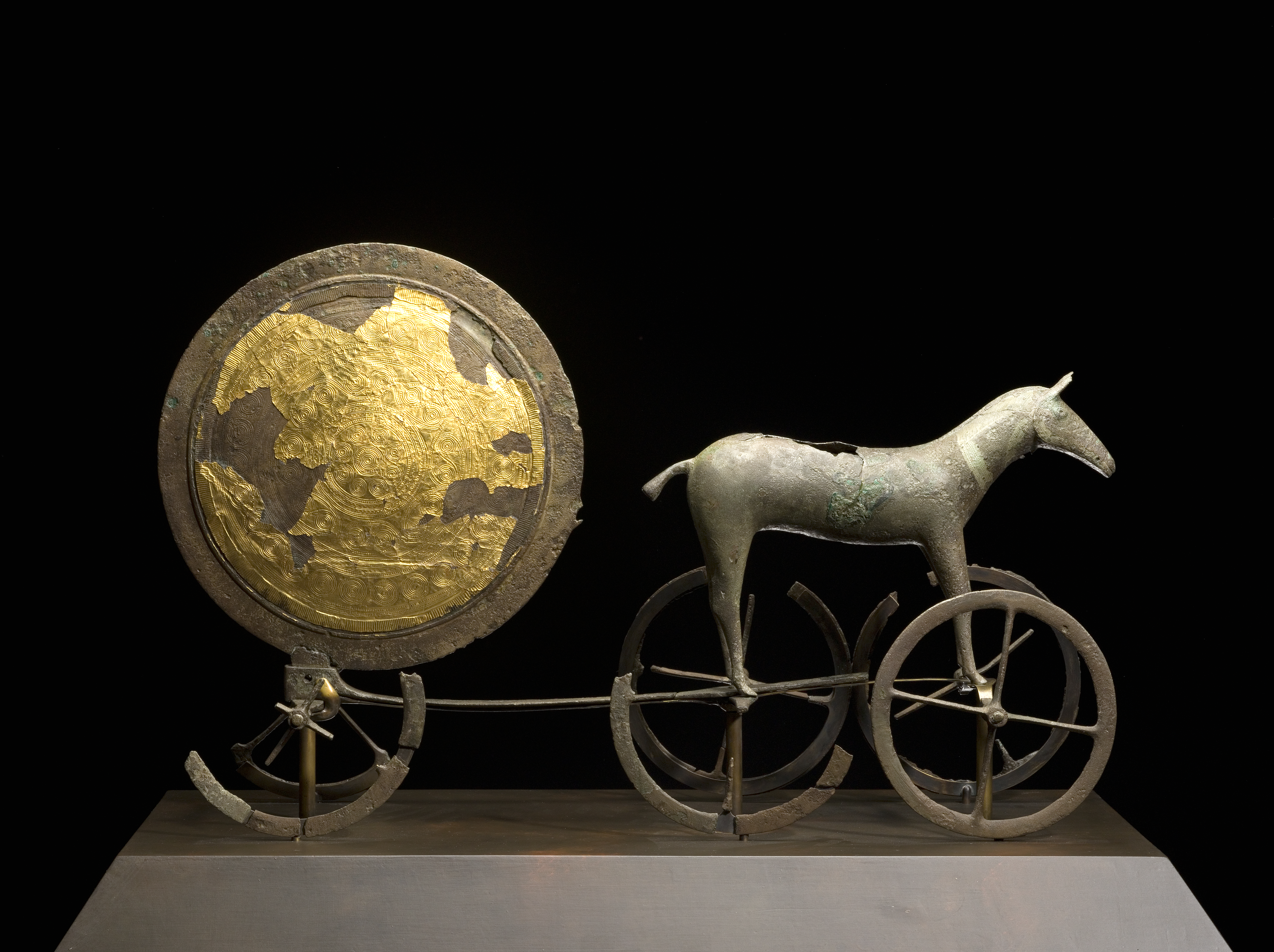
سمت طلایی ارابه آفتاب تروندهولم.

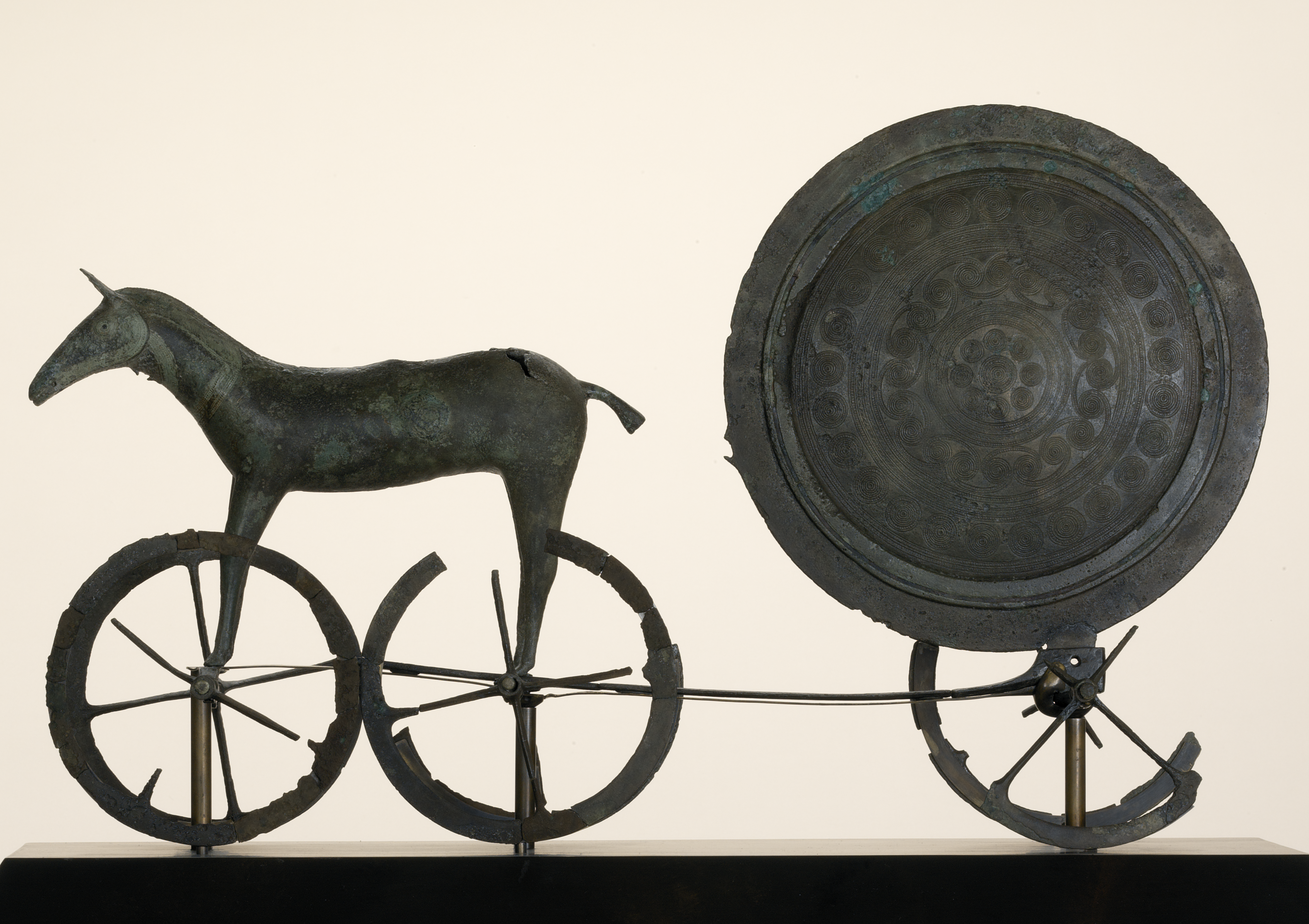
در سمت چپ دیسک هیچ اثری از طلاکاری وجود ندارد.

ارابه خورشید تروندهولم (دانمارکی: Solvognen)، یک اثر باستانی عصر برنز است که در دانمارک کشف شده‌است. این اثر با الهام از ایزد خورشید، یک اسب و دیسک بزرگی است که با چرخ‌های میله‌ای روی ارابه قرار می‌گیرد و از جنس برنز ساخته شده‌است.
مجسمه با اشیاء همراه در سال ۱۹۰۲ در یک خاک باتلاقی در تروندهولم کشف شد و هم‌اکنون در مجموعه موزه ملی دانمارک در کپنهاگ قرار دارد.

## شرح
اسب بر روی میله برنزی ایستاده‌است که روی چهار چرخ قرار دارد. میله زیر اسب به دیسک وصل شده‌است که توسط دو چرخ پشتیبانی می‌شود. همه چرخ‌ها دارای چهار پره هستند. این مجسمه به روش لاست واکس ریخته‌گری شده‌است.
کل شیء تقریباً ۵۴ در ۳۵ در ۲۹ سانتیمتر (۲۱ در ۱۴ در ۱۱ اینچ) (عرض، ارتفاع، عمق) است.
دیسک قطری تقریباً ۲۵ سانتیمتر (۹٫۸ اینچ) از یک طرف، سمت راست دارد که از دو دیسک برنزی تشکیل شده که توسط یک حلقه برنز بیرونی به هم وصل می‌شوند، و یک ورق نازک از طلا روی یک وجه آن قرار دارد.

## تاریخ
قدمت این مجسمه توسط موزه ملی در حدود سال ۱۴۰۰ قبل از میلاد مسیح تاریخ‌گذاری شده‌است، اگرچه تاریخ‌های دیگر نیز پیشنهاد شده‌است.
یک مدل از یک وسیله نقلیه که توسط یک اسب کشیده شده بر روی چرخ‌های میله‌ای در اروپای شمالی در چنین زمانی تعجب آور است.

## یادداشت
1. ↑  Nationalmuseet[پیوند مرده]
2. ↑  Sandars, 184-185
3. ↑  «نسخه آرشیو شده». بایگانی‌شده از اصلی در ۲۰ دسامبر ۲۰۱۶. دریافت‌شده در ۱۶ اوت ۲۰۲۰.
4. ↑  Nationalmuseet video; Sandars, 183-185 favours Danubian influence, and a date at the end of the 13th century.